# Nagelbijten
Onder nagelbijten (onychofagie) verstaan we het afbijten van de vingernagels van vingers. Het afbijten van de nagels van de tenen wordt podofagie genoemd, het bijten op nagelriemen of stukjes zacht weefsel van de nagelwallen en/of vingertoppen heet onychotillomanie. 
Nagelbijten op zich is meestal een redelijk onschuldige bezigheid. Er zijn verschillende typen nagelbijters, de één doet het puur om van een stukje nagel af te komen, de ander bijt drang- of dwangmatig en onbewust. Nagelbijten is vaak een gevolg van nervositeit, stress, of simpelweg verveling. Naast het bekende imitatiegedrag is er vaak sprake van een erfelijke factor.
Ook al lijkt nagelbijten een redelijk onschuldige bezigheid, iedere keer dat de vinger met de mond in contact komt vindt er een overdragen van meer of minder schadelijke stoffen plaats, onder andere bacteriën. Hierdoor kunnen vervelende infecties ontstaan, aan zowel de nagel als in de mond.
Er zijn ook minder onschuldige vormen van nagelbijten. Niet zelden is het gevolg van dwangmatig nagelbijten dat er wondjes, bacteriële infecties en misvormingen ontstaan. Hier is sprake van een milde vorm van automutilatie, een medische aandoening die behandeld dient te worden. Bij een dergelijke vorm van nagelbijten kunnen de tanden en de kaakgewrichten ook schade lijden door het jarenlang nagels bijten.

## Aantal nagelbijters
Uit een studie in 2014 door het onderzoeksbureau Ipsos, blijkt dat één op vier Belgen nagelbijt. Jongeren tussen 21 en 25 zijn het meest vatbaar. Globaal zijn er meer dan 600 miljoen nagelbijters.